# Мансур Муфта
Мансур Муфта (араб. منصور مفتاح‎, нар. 22 листопада 1955, Доха) — катарський футболіст, що грав на позиції нападника, зокрема за «Аль-Райян», а також національну збірну Катару.

## Клубна кар'єра
Народився 22 листопада 1955 року в місті Доха. Вихованець юнацьких команд футбольного клубу «Аль-Райян». У дорослому футболі дебютував 1974 року виступами за основну команду того ж клубу, в якій провів двадцять один сезон, взявши участь у 324 матчах чемпіонату.
Згодом протягом 1995—1998 років захищав кольори клубу «Аль-Вакра», а завершив ігрову кар'єру у команді «Аль-Сайлія», за яку виступав до 2000 року.

## Виступи за збірну
1976 року дебютував в офіційних матчах у складі національної збірної Катару.
У складі збірної був учасником кубка Азії 1984 року в Сінгапурі та домашнього для катарців кубка Азії 1988 року.
Загалом протягом кар'єри у національній команді, яка тривала 25 років, провів у її формі 89 матчів, забивши 55 голів.